# Корсунське Благовіщення
Корсунське Благовіщення — давньоруська ікона Благовіщення Пресвятої Богородиці, написана близько 1022 р. у Корсуні або в Києві. Одна з небагатьох давньоруських ікон, що збереглись від домонгольського періоду. Нині зберігається в Державній Третьяковській галереї в Москві.

## Історія ікони
Зважаючи на інтенсивність зв'язків Корсуня (Херсонеса) і Києва (Чубатий М. –С. 258) у період з кінця Х – початку ХІ століття, імовірно, що ікона Благовіщення була створена корсунськими майстрами на замовлення київського князя Ярослава Мудрого для храму Благовіщення на Золотих воротах (близько 1022 р.). (іл. 103). Це підтверджують слова диякона О. Салтикова, сказані ним у документі XVI ст.: «А письмо корсунське, а як привезена із Корсуні, тому літ п'ятсот і більше…».
Поява цього рідкісного іконографічного типу «Благовіщення» з Еммануїлом у лоні Марії у княжому Києві близько 1022 року є безпосередньо пов'язаною із згаданою церквою Благовіщення на Золотих Воротах митрополитом Іларіоном у «Слові о законі і благодаті». Ця ікона, створена в епоху князя Ярослава була однією з найважливіших палладіїв княжого дому і шанованою святинею, місцем перебування якої була церква Благовіщення на Золотих Воротах. Ікона демонструє рідкісний іконографічний вираз зачаття Ісуса Христа в момент Благовіщення, що не знаходило відповідника у сакральній традиції тодішнього християнського світу. Н. Нікітенко довела, що «Слово…» могло прозвучати саме у 1022 році, коли на Кіріо-Паску посвячувалася надбрамна церква Благовіщення.

Історія ікони відома за Другим Новгородським літописом і іншими письмовими джерелами XVI–XVII століть, які повідомляють, що в середині XVI століття вона була перенесена в Москву царем Іваном Грозним з новгородського Свято-Юр'їва монастиря:
|  | взяв із Новгородської Софії до Москви образ Благовіщення Юр'їва Монастиря. |

Дата появи ікони в Москві однозначно не визначена, називаються 1547, 1554, 1561 роки. Спочатку ікона була храмовим образом Благовіщенського собору Московського Кремля, а в першій чверті XVII століття її перенесли в Успенський собор, де встановили в правій частині місцевого ряду іконостасу. В Описі Успенського собору за 1627 рік ікона була названа «образ Благовещения пречистые Богородицы, греческое писмо, обложен серебром, оклад басменной, по полям святые, меж святых репьи».
У XVI–XVII століттях з привезеної з Новгорода ікони було зроблено два змальовки: для місцевого ряду іконостасу Архангельського собору і для Благовіщенського собору (замість оригіналу, перенесеного в Успенський собор) з клеймами акафіста Богородиці на полях. Оригінальний образ був прикрашений золотими шатами з великими коштовними каменями і відбірними перлинами.
1918 року після закриття Успенського собору ікона потрапила до Державного історичного музею. 1920 року до Всеросійської реставраційної комісії — в Комісії зі збереження і розкриття пам'ятників давнього живопису при Відділі образотворчого мистецтва Наркомпроса РРФСР Є. І. Брягіним і І. І. Суслом (за участю ряду інших реставраторів), вона була розкрита від шат, почалися реставраційні роботи.
1926 року вона була передана до Державного історичного музею, а 1930 року ікону передали до Третьяковської галереї, де 1935 року була зроблена додаткова реставрація І. І. Суслом і Є. О. Домбровською.
Декан Факультету церковного мистецтва Інституту Пресвятої Трійці у Дрогобичі та голова комісії з питань церковного мистецтва Самбірсько-Дрогобицької єпархії УГКЦ іконописець Михайло Олійник в науковій роботі "Проблеми дослідження давньоруської іконографії" вказує на більш вірогідну історію походження ікони -  "Устюжське Благовіщення". 1119 р. – поч. XIII ст. монументальний твір (висота 238 см.). За переказами, ікона була в м. Великий Устюг, за Івана Грозного привезена з Новгорода і приписувалася новгородській школі. Створена у Києві, мала відповідність у мозаїчному Благовіщенні з вівтарних стовпів Софії Київської. Очевидно, ікона виготовлялася для храму – Благовіщенської церкви на Золотих Воротах у Києві. У постатях ікони відтворена атмосфера храмової споруди. Зображення з Христом у лоні було поодиноким для Візантії. Тут відсутня стилізація, що простежується в іконописі ХІІ ст.17 Знаходиться в Москві."

### Походження назви

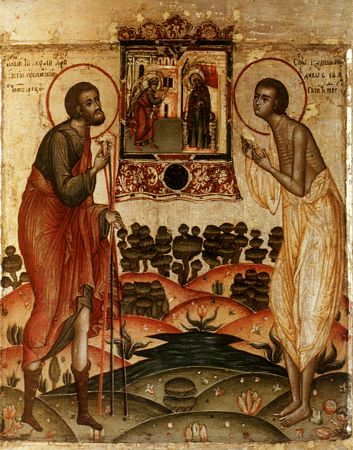
Моління Прокопія і Іоанна Устюжських іконі Благовіщення

Свою назву «Устюзьке Благовіщення» ікона отримала завдяки переказу, що перед нею 1290 року молився Прокопій Устюзький щоб вберегти Великий Устюг від побиття «каменным градом» (метеоритним дощем), що став наслідком падіння метеорита в околицях міста. Житіє Прокопія повідомляє, що під час його молитви ікона замироточила і «не стало более удушливого зноя, утихли молнии и громы, разошлись тучи». Появу ікони в Москві цей переказ, як і історичні свідчення, пов'язує з Іваном Грозним.
Ця легенда виникла у XVIII столітті на підставі епізоду житія Прокопія Устюзького, написаного у XVII столітті. Ця легенда не знаходить підтвердження ні в спільноруських хроніках, ні в устюзьких джерелах. Навпаки, згідно Устюзького літописного зводу, 1496 року: «Загореся церковь Успение изнутри, невесть от чего загореся со всеми иконами чудотворными и с кузнью, и сосуды, и книги, и не сняли и замка…». Тобто всі устюзькі святині були знищені задовго до Івана Грозного.
Попри історичну невірогідність, думка про зв'язок ікони з Устюгом підтримувалась багатьма церковними діячами. 1747 року за благословення великоустюжського архієпископа Гавриїла був зроблений змальовок з ікони, який урочисто перенесли у Великий Устюг. Цей же архієрей склав службу на згадку про чудеса від ікони, що здійснились за життя преподобного Прокопія. 1783 року архімандрит Олександр (Левшин) склав «Историческое описание» Успенського собору Московського Кремля в якому виклав заново складену історію давньої новгородської ікони, пов'язавши її шанування з Прокопієм Устюзьким. Легенда була настільки стійкою, що 8 липня (за юліанським календарем) в Російській церкві було встановлено свято «Знамение от иконы Божией Матери Благовещения во граде Устюге».
При розграбуванні Москви під час Франко-російської війни 1812 ікона втратила свої дорогоцінні шати й устюжани 1818 року пожертвували 8 000 рублів на виготовлення нової ризи. На її нижньому полі був зроблений напис, що не зберігся: «Матери Бога нашего за избавление от гибели Устюга в лето 1290 посвящают вновь сооруженную ризу вызолоченную в 1818 году».

### Встановлення новгородського походження ікони
Уперше про новгородське походження ікони дослідники заговорили 1928 року (через 8 років після зняття з неї шат), але не приводили будь-яких історичних аргументів на користь цієї версії. 1933 року Д. В. Айналов намагався довести новгородське походження ікони ґрунтуючись на повідомленні дяка Івана Вісковатого, що відноситься до 1554 року («Розыск или список о богохульных строках и о сомнениях святых честных икон дияка Ивана Михайлова сына Висковатого…»):
| «…да на оконе Благовещениа Святыя Богородици, вверху написанъ образъ Господа Саваофа… вземъ царь и великий князь в Великом Новеграде в Юрьеве Монастыре, а письмо корсунское, а как принесена из Корсуни, тому лет пятьсот и более». |

Однозначно новгородське походження ікони було встановлене В. М. Лазарєвим. Ним була встановлена тотожність розмірів ікони Благовіщення з іконою великомученика Георгія з іконостаса Георгіївського собору Юр'їва монастиря, написаною в той же час, а також наявність в новгородському живописі XIV століття низки ікон Благовіщення, ідентичних за іконографією «Устюжській» іконі.

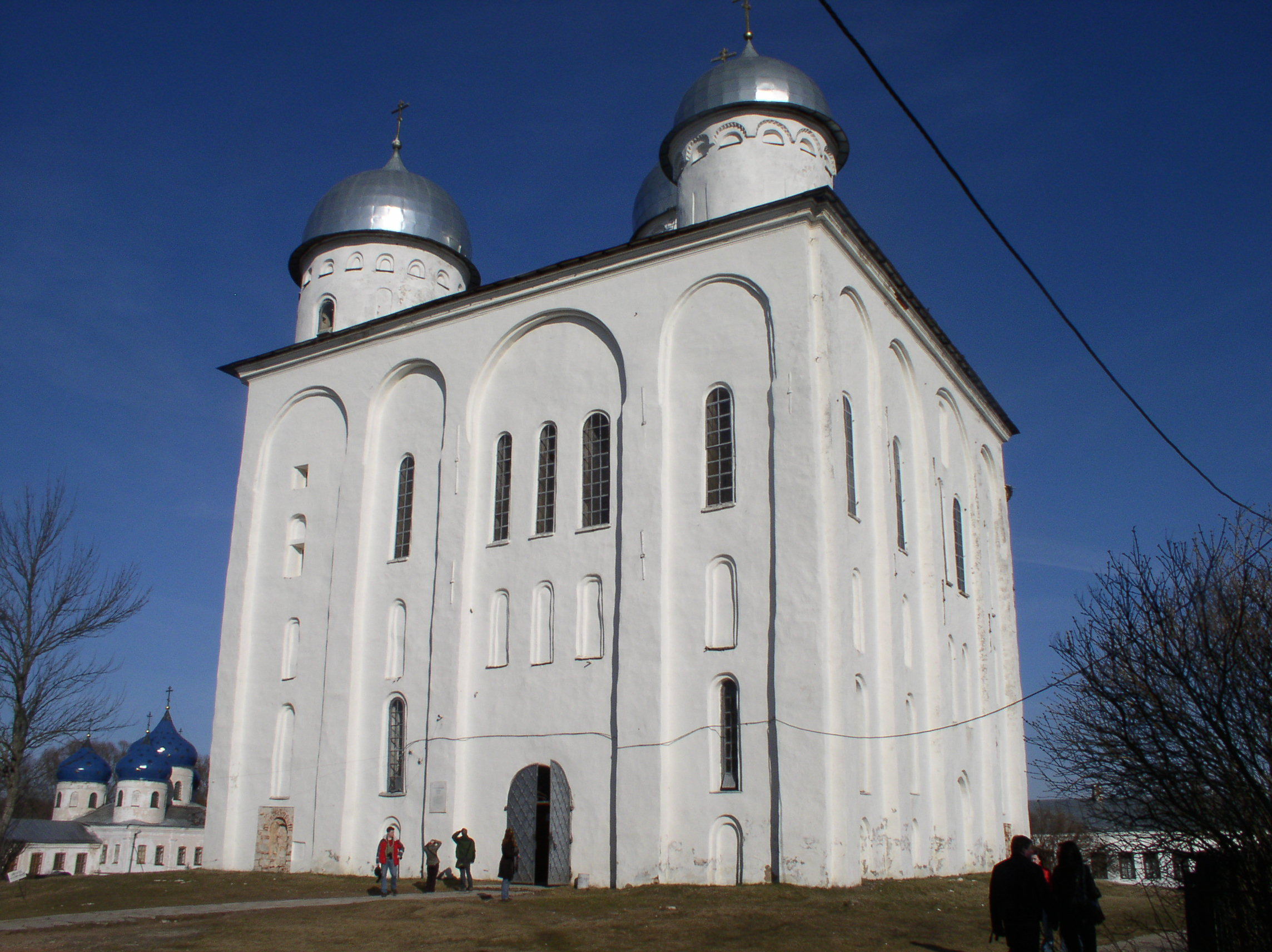
Георгіївський собор Юр'єва монастиря, для якого була написана ікона

### Датування ікони
В. М. Лазарєв датує написання ікони 1119–1130 роками і пов'язує її написання зі зведенням кам'яного Георгіївського собору Юр'їва монастиря при князях Всеволоді Мстиславичі і його батьку Мстиславі Володимировичі. На користь цього датування виступає:
- відсутність позема (умовного позначення землі);
- подібність пози архангела Гавриїла з фресковим зображенням середини XII століття в Мирожському монастирі Пскова.[16]

Слід зазначити, що знавець староруського живопису митрополит Макарій (Булгаков) датував написання ікони XI століттям, пов'язуючи її появу з часом заснування Юр'їва монастиря (а не Георгіївського собору як В. М. Лазарєв).
Існує версія, що ікона була написана як храмовий образ для Благовіщенської церкви на Городищі в Новгороді (будівництво завершено 1112 року). Проте, на думку Г. С. Колпакової, при цьому ікону ніяк не можна датувати 1110-ми роками, за часом створення вона відносить її до періоду, визначеного академіком В. М. Лазарєвим.

## Характеристика ікони
Ікона написана на липовій дошці з трьома поперечними і двома навхрест набивними шпонками, що лежать. Як фарба використана яєчна темпера. Оригінальний розмір дошки становив 229 на 144 см. Пізніше вона була надставлена з усіх боків сосновими дошками, які збільшили її розмір до 238 на 168 см.
У XVI столітті була зроблена реставрація ікони, на тлі того часу збереглися сліди напису кіновар'ю. У XVII столітті ікона також реставрувалася, підновлення цього періоду залишені на місцях оригінального живопису, що до того часу не збереглися.
Академік В. М. Лазарєв характеризує техніку виконання ікони таким чином:
| У монументальних фігурах архангела Гавриїла і Марії відчувається ґрунтовне знання автором ікони сучасних йому зразків візантійського живопису. Хоча фігури дещо огрядні, чим вони відрізняються від зображень на чисто грецьких іконах, їм властива строга пропорційність. Моделювання облич вирізняється особливою м'якістю. Колорит «Устюжського Благовіщення» вирізняється в цілому відомою похмурістю, що взагалі типово для ікон домонгольського часу. |

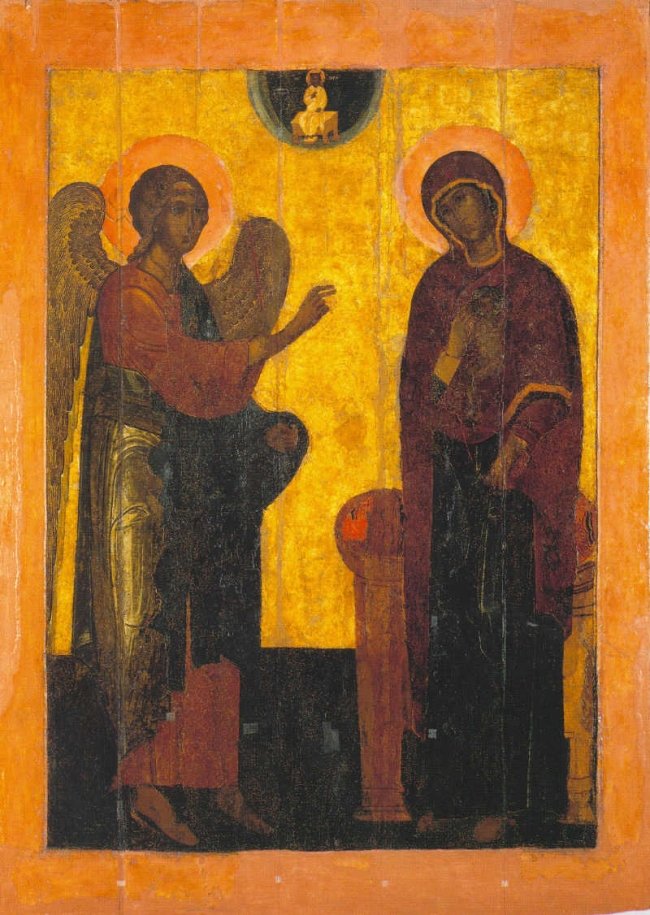
Змальовок Устюжського Благовіщення для Архангельського собору (XVI століття)

### Змальовки
Після перенесення ікони в Москву з неї впродовж XVI–XVII століть було зроблено низку змальовків:
- для Архангельського собору Московського кремля, XVI століття.

Завдяки цьому змальовку можна отримати уявлення про первинний вигляд ікони. На змальовку німби і поля забарвлені в рожевий колір, що дозволяє припустити що спочатку Устюжське Благовіщення також мало цю особливість. Це підтверджується також тим, що кольорові німби були характерні для новгородських ікон цього періоду, вони присутні наприклад на іконі великомученика Георгія з іконостаса Георгіївського собору Юр'їва монастиря (Новгород, XII століття);
- для Успенського собору Троїце-Сергієвої Лаври, XVI століття[20] (має численні клейма на сюжети земного життя Богородиці і збільшене зображення Ветхого Денми, розташована другою в місцевому ряду іконостасу, зліва від Царських врат);
- для Благовіщенського собору Московського Кремля, XVII століття (зменшений розмір, клейма акафіста Богородиці);
- для Смоленського собору Новодівочого монастиря[21];
- для Соловецького монастиря, кінець XVI — початок XVII століття (має фонове зображення будівель, велум, позем в якому видніється печера з вертепом, тих, що вказують місце Народження Христа; була храмовим образом церкви Благовіщення над Святими воротами, нині в музеї-заповіднику «Коломенське»)[22].

## Іконографія
Сцена Благовіщення на іконі представлена в рідкісному іконографічному ізводі — з немовлям Ісусом, що входить в лоно Богоматері. Використані також апокрифічні деталі — червона пряжа в руках Діви Марії. У верхній частині ікони зображений Ветхій Денми, що сидить на херувимах і що прославляється серафимами. Появу цього іконографічного типу академік В. Н. Лазарєв відносить до післяіконоборчого періоду і зв'язує з впливом богослужебних текстів (Синаксар на 24 березня, богородичний гімн Осьмогласія).
- Діва Марія

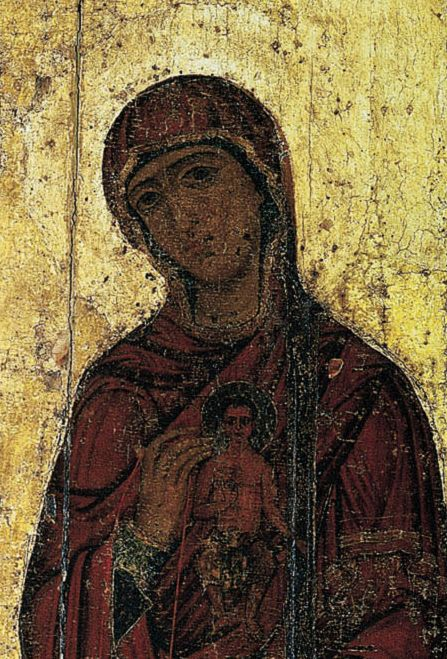
Діва Марія і немовля Ісус

Марія зображена у винно-червоному мафорії (позбавлений традиційних для її іконографії зірок, але його край прикрашений золотою бахромою) і темно-синьому хітоні. Вона стоїть перед престолом (від нього уціліли лише частина підніжжя і фрагмент золотої візерункової тканини під ногами Богородиці).
Обличчя Богородиці зображене позбавленим яскраво виражених почуттів або емоцій, ця нейтральність виступає символом її покори перед волею Бога. Її голова трохи нахилена до вісника, що явився їй. На обличчі Марії видно рум'яна на щоках, лобі, верхніх повіках, на носі і шиї.
У її лівій руці моток червоної пряжи (виникла з розповіді апокрифічного Протоєвангелія Якова), нитка просунута крізь пальці правої руки Богородиці і сходить вниз до прясельця, що не збереглося, на підніжжі. Права рука Богородиці зображена з відставленим вказівним пальцем, утворюючи подібність жесту, що благословляє, яким вона торкається до німбу немовляти Христа.
- Немовля Ісус

Богонемовля зображене фронтально в повний зріст, «на персях у Пречистой вообразися и мало знати, аки в стекле». Тіло Ісуса виконане в червонуватих тонах, що на тлі червоного мафорія Богородиці справляє враження ніби його фігура просвічує крізь вбрання Марії.
Права рука немовляти розташована строго в центрі його фігури і складена в жесті, що благословляє, ліва опущена вниз з широко і розпластано розкритою долонею. Гола плоть Ісуса (тіло покрите тільки на стегнах пов'язкою, що натякає на майбутнє Розп'яття Христове) є традиційною вказівкою на наявність в нім людської природи. Німб Ісуса написаний темним сріблом.
- Архангел Гавриїл

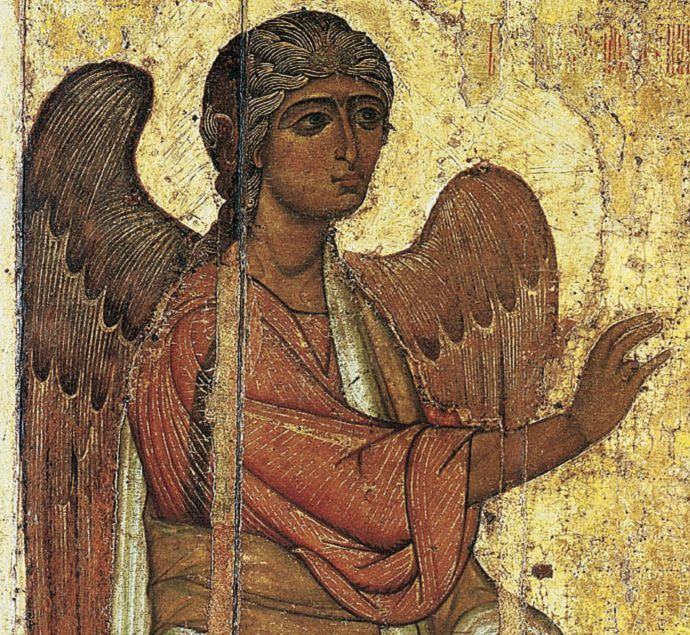
Архангел Гавриїл

Зображений у вохряному хітоні і блакитнуватому гіматії із золотим волоссям. Заглиблення і тіні одягу передані додатковими кольорами, а глибина складок підкреслена темним вилкоподібним малюнком. Хітон і волосся Гавриїла покриті золотим асистом, накладеним по діагоналі, що вказує на напрям світла, що падає на іконі згори і зліва.
Через гіматій проступає помаранчевий тон нижнього одягу. Виразність складкам гіматія надає грузило, прикріплене до кінця гіматія, перекинутого через праве плече архангела. Гавриїл з ораторським жестом звертається до Марії. У його лівій руці видно фрагмент мірила, що зберігся.
Г. С. Колпакова відмічає, що Гавриїл зображений так, що його
| «рух немов натикається на невидиму перешкоду, демонструючи непереборну навіть для небесного вісника межу між тварним (архангел) і Тою, що служить вмістилищем Нествореного». |

- Ветхій Денми

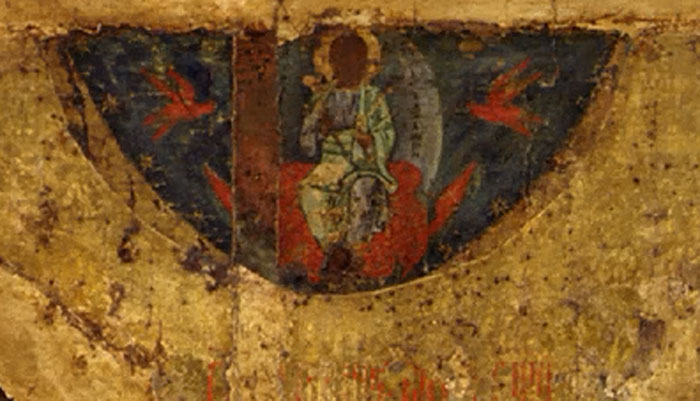
Ветхій Денми

Зображений в синій мандорлі, що сидить на червоному престолі-етимасії, підтримуваному вогняними херувимами. Вище їх розташовані серафими із золотими рипидами. Голова оточена хрещатим німбом, в лівій руці сувій, а від правої руки, що благословляє, відходить промінь до Богородиці (можливо в промені було традиційне для ікон Благовіщення зображення Святого Духу в образі голуба). Зображення супроводжується давнім чорним стовпчиковим написом «IC ХС трѣсвяті [у]ѣтъхы д[ѣ]неми».
У XVI столітті ікона була відреставрована: новим левкасом оточили фігури архангела, Марії і Ветхого Денми (фрагменти древнього золотого фону вціліли біля півсфери неба і в нижній частині ікони). Відповідно до композиційних способів XVI століття були спотворені первинні контури фігур: голови зменшені, а самі фігури зроблені тоншими. Тоді ж, ймовірно, були дописані (або був змінений їх контур) крила архангела Гавриїла.
Це підтверджується тим, що вони написані на левкасі XVI століття, що лежить також на німбах і полях, а також тим що крила відсутні на змальовку ікони, зробленому перед реставрацією Устюжського Благовіщення, для Архангельського собору, що відбиває стародавню традицію зображення ангелів без крил.
На думку дослідників, іконописець, що створив Устюжське Благовіщення, пов'язаний з майстрами, що прикрашали мозаїкою і фресками Михайлівський Золотоверхий собор. При цьому візантиніст К. Манго відмічає, що новгородська ікона відтворює іконографію аналогічної фрески, що прикрашала апсиду Халкопратійської базиліки Константинополя в якій зберігався пояс Богородиці.